# 作家的謊言：筆忠誘罪
《作家的謊言：筆忠誘罪》（英語：Deception of the Novelist）是2019年上映的一部香港電影，由孫立基執導，張建聲、松岡李那及何珮瑜主演，改編自向西村上春樹的網路小說。

## 演員一覽
- 張建聲 飾 徐哲，知名作家
- 松岡李那 飾 陳倩青（Elaine）
- 何珮瑜 飾 唐琦琦（Kiki），徐哲老婆
- 陳嘉莉 飾 小嫻，員警
- 王宗堯 飾 徐哲的編輯
- 趙永洪 飾 員警
- 陸永權 飾 徐哲好友，律師
- 鄭詩君 飾 徐哲好友
- 吳岱融 飾 繆子勤，精神科醫生
- 鄒文正 飾 明德，員警
- 張沛樂 飾 繆子勤診所護士，實質是情婦
- 方泳琳 飾 幼稚園老師
- 陳浩民 飾 蘇偉雄，高級督察
- 陳國坤 飾 地產經紀

## 獎項
| 年份 | 頒獎典禮                    | 獎項               | 獲提名 | 結果 |
| ---- | --------------------------- | ------------------ | ------ | ---- |
| 2020 | 第3屆MOVIE6全民票選電影大獎 | 全民票選最佳電影   |        | 提名 |
| 2020 | 第3屆MOVIE6全民票選電影大獎 | 全民票選最佳導演   | 孫立基 | 提名 |
| 2020 | 第3屆MOVIE6全民票選電影大獎 | 全民票選最佳男主角 | 張建聲 | 提名 |
| 2020 | 第3屆MOVIE6全民票選電影大獎 | 全民票選最佳女主角 | 何佩瑜 | 提名 |
| 2020 | 第3屆MOVIE6全民票選電影大獎 | 全民票選最佳新演員 | 陳浩仁 | 提名 |

## 外部連結
- 香港影庫上《作家的謊言：筆忠誘罪》的資料（繁體中文）
- 豆瓣电影上《作家的謊言：筆忠誘罪》的資料 （简体中文）
- 互联网电影数据库（IMDb）上《作家的謊言：筆忠誘罪》的资料（英文）
- 《作家的謊言：筆忠誘罪[]》在Netflix的頁面